# BLAS
BLAS (viết tắt từ tiếng Anh: Basic Linear Algebra Subprograms) là một thư viện phần mềm chứa các thuật toán xử lý ma trận trong đại số tuyến tính. BLAS có nhiều ứng dụng trong tính toán hiệu năng cao.
BLAS có nhiều phiên bản cho các kiến trúc máy tính khác nhau và các ngôn ngữ lập trình khác nhau, ví dụ: ACML (AMD Core Math Library) phát triển cho Chip AMD Athlon và Opteron, Intel MKL (Intel Math Kernel Library) cho Chip xử lý của Intel. Intel MKL có hiệu suất rất cao.